# (474104) 2016 LB18
(474104) 2016 LB18 es un asteroide perteneciente al cinturón exterior de asteroides, descubierto el 2 de agosto de 2010 por Wide-field Infrared Survey Explorer desde el telescopio espacial Wide-Field Infrared Survey Explorer (WISE), Estados Unidos.

## Designación y nombre
Designado provisionalmente como 2016 LB18.

## Características orbitales
2016 LB18 está situado a una distancia media del Sol de 3,201 ua, pudiendo alejarse hasta 3,608 ua y acercarse hasta 2,793 ua. Su excentricidad es 0,127 y la inclinación orbital 13,72 grados. Emplea 2091 días en completar una órbita alrededor del Sol.

## Características físicas
La magnitud absoluta de 2016 LB18 es 16,669.